# جوزيف د. نوفاك
جوزيف د. نوفاك (بالإنجليزية: Joseph D. Novak)‏ هو أكاديمي أمريكي، ولد في 1932.